# Bad as Me
Albums de Tom Waits
Orphans: Brawlers, Bawlers & Bastards
Bad As Me est un album de Tom Waits sorti en octobre 2011. Avertis par un e-mail, les membres du fan club ont obtenu un code personnel afin d'obtenir un code d'écoute en avant-première à partir du lundi 17 octobre 2011, disponible après inscription. 

## Historique
Annoncé officiellement à partir du 16 août 2011, l'album fut lancé par une vidéo en ligne qui offrait quelques extraits et commentaires sur le site du label du chanteur. Exactement une semaine plus tard sortait le single éponyme Bad As Me. 
Les sessions d'enregistrement de l'album eurent lieu en février 2011.

## Premier single
Bad as me est une nouvelle collaboration de Kathleen Brennan et Tom Waits, son mari : le chanteur a publié l'image d'un tableau de classe avec en message les paroles du refrain sur les réseaux sociaux et sites officiels.

## Critique lors de sa réception
À l'image du single Bad as Me, l'album reçut un bon accueil critique ; Michael Cragg du Guardian a décrit la chanson comme « brute et déroutante comme jamais avec ce titre cliquetant et déprimant. »  Près d'une semaine après sa sortie officielle, les paroles de Bad as Me furent décrites par les éditeurs du magazine Rolling Stone comme « totalement absurdes, du génie pur ».

## Liste des chansons
Toutes les chansons sont de Tom Waits et Kathleen Brennan, sauf mention contraire.
1. Chicago**[6]
2. Raised Right Men, avec Flea des Red Hot Chili Peppers à la basse[7]
3. Talking At The Same Time
4. Get Lost**
5. Face To The Highway
6. Pay Me
7. Back In The Crowd[8]
8. Bad As Me
9. Kiss Me
10. Satisfied, où l'on trouve Les Claypool à la basse.
11. Last Leaf
12. Hell Broke Luce, avec Flea à la basse : Un clip vidéo, rendu public le 7 août 2012, est réalisé par Matt Mahurin, illustrateur, photographe et réalisateur  californien déjà connu par ses collaborations avec Tracy Chapman (le clip vidéo du titre Fast Car en 1988), ou encore pour le clip vidéo du titre Come Talk to Me de Peter Gabriel en 1993.
13. New Year's Eve : la chanson - adaptation de la chanson traditionnelle Ce n'est qu'un au revoir - avant d'être revue par Kathleen, durait près de 9 minutes ; revue lors la préparation de l'album, elle contient 5 couplets de moins[9]
14. She Stole the Blush**
15. Tell Me
16. After You Die

** Titres ayant Larry Taylor de Canned Heat pour bassiste.

Le guitariste Marc Ribot est présent sur tous les titres, sauf Kiss Me, New Year's Eve, She stole The Blush et After You Die.

On retrouve aussi David Hidalgo, chanteur du groupe Los Lobos sur cinq titres de l'album, et Keith Richards sur quatre titres de l'album. 
Les trois dernières chansons ne figurent que sur l'édition Deluxe en deux CD.